# Upplands runinskrifter 753
Upplands runinskrifter 753 är en vikingatida runsten av granit vid Litslena prästgård, Litslena socken och Enköpings kommun. Runstenen är 2,3 meter hög och har en bredd på mellan 0,75 och 1,25 meter. Ristningen är utförd och signerad av runmästaren Balle. Den har en invecklad ornametik som pryds av en fågel upptill. Runforskaren Olof Celsius menade att ristningen var den fagraste han sett.

## Inskriften
Translitterering av runraden:
· ikiker · lit · raisa · stain · at · þorlaik · boanta ·· sin · koþan · auk · at · iorunt · auk · at · abiorn · bali · risti ·
Normalisering till runsvenska:
Ingigærðr let ræisa stæin at Þorlæik, boanda sinn goðan, ok at Iorund ok at Abiorn. Balli risti.
Översättning till nusvenska:
Ingegärd lät resa stenen efter Torlek, sin gode man, och efter Jorund och efter Åbjörn. Balle ristade.